# Lista negra
Lista negra é uma lista, ata ou registro de alguma entidade ou pessoa física, que, por alguma razão, nega certos direitos, serviços, participação ou mobilidade a alguém ou a alguma entidade, em determinada situação, período de tempo ou lugar.
O termo é famoso historicamente e se tornou de uso comum, por denominar a relação de pessoas que foram perseguidas ou proibidas de exerceram sua profissão sob a acusação de serem comunistas, pelo Comitê de Investigação de Atividades Anti-Americanas do Senado dos Estados Unidos, no período de "caça às bruxas" do macarthismo, durante os anos 1950, nos Estados Unidos, nos anos iniciais da Guerra Fria. A mais famosa dessas perseguições teve como alvo a comunidade da indústria do cinema e do entretenimento. Todos aqueles que se negassem a depor diante do Comitê  ou que fossem considerados suspeitos de afinidade ideológica com o comunismo  ou mesmo que confessassem qualquer ligação com o Partido eram proibidos de trabalhar para os grande estúdios.
Os primeiros a serem incluídos na chamada "Lista Negra de Hollywood" foram os chamados  "Os Dez de Hollywood" -  a maioria deles escritores ou roteiristas. Com base na Primeira Emenda à Constituição dos Estados Unidos, os integrantes do grupo recusaram-se  a depor perante o Comitê, sobre a acusação de terem ou terem tido alguma ligação com o Partido Comunista Americano. O mais famoso deles foi o escritor Dalton Trumbo, que, por doze anos, foi obrigado a escrever sob pseudônimos, utilizando-se de testas de ferro para poder trabalhar. Trumbo, respeitado intelectual e escritor, foi o autor do roteiro do filme Spartacus, de Stanley Kubrick, de 1960, escrito sob pseudônimo. Martin Ritt, anos depois, numa comédia de humor negro, Testa de Ferro Por Acaso, também conta a história de Trumbo e seus companheiros durante esse período sombrio da história americana.
Entre outros nomes famosos que integraram a lista negra do macarthismo - um período no qual se destaca a figura do senador Joseph McCarthy, no estabelecimento de um clima inquisitorial, marcado por suspeitas e temor generalizados na  sociedade americana - estavam a escritora Lillian Hellman e o ator John Garfield. Nessa época, muitas pessoas acabavam sendo indiciadas pelo Comitê e entravam nesta lista negra por intermédio de denúncias dos próprios colegas do meio artístico. O diretor Elia Kazan, por exemplo, é historicamente acusado de ter sido um dos principais delatores de companheiros. Muitos anos depois, Kazan protagonizou um dos momentos mais polêmicos da história das cerimônias da Academia, quando, ao ser homenageado com um Oscar especial por sua carreira, foi recebido pelo auditório com um misto de aplausos, protestos e vaias.
Em 2020, a Associação dos Magistrados de Pernambuco (Amape) publicou uma cartilha chamada “Racismo nas Palavras” na qual sugere a substituição da expressão “lista negra” por “lista de restrições", tendo havido manifestações de desconforto por parte de alguns magistrados com a iniciativa.

## Informática
Em informática, usa-se o termo lista negra ( ou Blacklist (em inglês) ) para designar uma lista de e-mails, endereços IP ou até mesmo domínios, que identificam fontes de spam. Freqüentemente torna-se útil esse auxílio com o intuito de restringir todos os elementos de uma rede que inspiram desconfiança de spam.

## Química
Na química, o termo é usado para designar uma lista que as empresas e outras organizações engajadas com os requisitos de P+L (produção mais limpa) e com outros requisitos de proteção à saúde e segurança ocupacional, comunidades e meio ambiente elaboram, especificando os produtos proibidos para uso e aquisição em suas operações. Não necessariamente incluem apenas produtos proibidos por legislação, pois a lista é um termo voluntário que se antecipa à proibição legal, demonstrando uma preocupação em utilizar produtos que durante sua produção, uso ou descarte tenham mínimo impacto sobre a saúde e o meio ambiente.